# Стародуб Юрій Петрович
Стародуб Юрій Петрович — український математик, геофізик, дійсний член Української нафтогазової Академії.

## Біографічні відомості
Стародуб Юрій народився 20 березня 1953, Хабаровськ. Навчався на фізичному факультеті Львівського державного університету ім. І.Франка. Диплом з відзнакою про закінчення університету отримав у 1975 р.

## Наукова діяльність
З 1975 року працював у Національній Академії наук України (Інститут прикладних проблем механіки і математики ім. Я. С. Підстригача АН України, 1975—1991; Інститут геофізики ім. С. І. Субботіна (ІГФ) НАН України, 1991—2009). Дисертацію на здобуття вченого ступеня кандидата фізико-математичних наук захистив у 1984 р. у Відділі обчислювальної геофізики Інституту фізики Землі ім. О. Ю. Шмідта, м.Москва. У 2002 році захистив дисертацію на здобуття вченого ступеня доктора фізико-математичних наук на тему «Математичне моделювання в динамічних задачах сейсміки щодо вивчення будови земної кори» в ІГФ НАН України. Четверо молодих вчених захистили кандидатські дисертації у науковій групі (у трьох співробітників − був науковим керівником). У нього в наш час[коли?] навчається аспірант ІГФ НАН України, є науковим консультантом щодо захисту докторської дисертації співшукача ІГФ НАН України.
Працює завідувачем відділу методики і технології геофізичних досліджень Дочірнього підприємства «Науканафтогаз» національної акціонарної компанії «Нафтогаз України».
Розробив, апробував і захистив у докторській дисертації матрично-скінченоелементний метод математичного моделювання хвильових полів для розв'язання таких задач: сейсмологія, сейсморозвідка та сейсмічна інженерія. Провів дослідження напружено-деформованого стану, поширення сейсмічних хвиль через перетини земної кори в напрямку Карпатських геотраверсів, під Чорнобильською атомною станцією, на нафтових родовищах.
Стародуб Юрій Петрович − автор 5 монографій (з них 2 комп'ютерні), має 80 наукових публікацій. З 2002 р. − член товариства геофізиків дослідників — SEG (Society of Exploration Geophysicists, ID 144655), з 2002 − американського інженерного товариства, секція (UESA), з 2003 − Українського геологічного товариства. У 2004 р. обраний членом-кореспондентом Української нафтогазової Академії, у 2007 р. обраний дійсним членом цієї академії. У 2007 р. включений у список «Видатні вчені 21 століття» («Outstanding scientists of the 21st Century»), Міжнародний біографічний центр, Кембридж, Англія.

## Педагогічний стаж
Педагогічний стаж у вищих навчальних закладах 3-4 акредитації — 9 років. У 2008 обраний професором Вченою Радою ІГФ НАН України.

## Вибрані публікації
1. Стародуб Ю. П. Пряма динамічна задача сейсміки для вивчення будови земної кори. — Львів: Світ, 1998. — 164 c. 

2. Стародуб Ю. П. Обернена динамічна задача сейсміки для вивчення будови земної кори. — Львів: Світ, 1998. — 112 c.

3. Стародуб Ю. П. Математическое моделирование сейсмических волн в слоистой и неоднородной земле // Математическое моделирование в сейсморазведке. — К.: Наук. Думка, 1985. — С. 125—182.

4. Стародуб Ю. П. Структура поля механических волн на свободной границе горизонтально-слоистого локально-неоднородного неидеально-упругого полу-пространства // Докл. АН УССР. Сер. А. — 1986. — № 6. — С. 43-47.

5. Стародуб Ю. П. Хвильове рівняння для вивчення напружень у розломній зоні. // Вісник Львів.ун-ту. Сер. прикл. матем. та інформ. — 2000. — N2. — С. 163—168.

6. Кендзера А. В., Роман А. А., Стародуб Г. Р., Стародуб Ю. П., Исичко Б. С., Илиеш І. І. О способе получения частотных характеристик среды при построении расчетных акселерограмм методом пересчета // Вопросы инженерной сейсмологии. — 1987. — № 28. — С. 200—205.

7. Кендзера А. В., Стародуб Г. Р., Стародуб Ю. П. О методике изучения строения земной коры по записям волн от удаленных землетрясений // Глубинное строение земной коры и верхней мантии Украины. — К.: Наук. думка. — 1988. — С. 106—111.

8. Вербицкий Т. З., Стародуб Ю. П., Брыч Т. Б. Изучение распределения напряжений, деформаций и перемещений в массиве горных пород с цилиндрической неоднородностью // Геофиз. журн. — 1988. — Т. 10, № 6. — С. 36-43.

9. Стародуб Ю. П., Гнып А. Р. Уточнение строения среды в районах расположения сейсмостанций Карпатского региона на математической модели поля объемных сейсмических волн // Сейсмологические исследования (результаты исследований по международным геофизическим проектам). — М.: Междуведомственный геофизический комитет . — 1989. — № 11. — C.25-33.

10. Starodub G., Gnyp A. Automatical correction of the medium model structure under the West Ukraine seismostations // Proceedings 4th Int. Analysis of Seismicity and Seismic Risk Symp. — 1989. — Vol. 1. — P. 231—236.

11. Starodub G., Gnyp A. The medium structure specification under the «Uszhorod» seismostation based on the solution of the inverse dynamic problem of seismology // Bulgarian Geophys. Journal. — 1989. — Vol. 14, N4. — P. 41-46.

12. Стародуб Ю. П., Гнып А. Р. Методика определения строения среды под сейсмостанциями на основе решения двухмерной обратной задачи сейсмологии для объемных волн // Геодинамика и сейсмопрогностические исследования на Украине. — К.: Наук. Думка. — 1992. — C. 80 — 86.

13. Стародуб Ю. П., Стародуб Г. Р., Гнып А. Р., Кендзера А. В., Капитанова С. А. Выбор модели строения земной коры под сейсмической станцией «Ужгород» // Геодинамика и сейсмопрогностические исследования на Украине. — К.: Наук. Думка. — 1992. — C. 162—170.

14. Starodub G., Gnyp A. An inversion method to determine the crustal structure at the East Carpathian seismic network stations using P-wave seismograms // Proceedings European Seismological Commission XXIII General Assembly. — 1992. — Vol. 1. — P. 151—154.

15. Starodub G., Brych T. East Carpathian crust structure exploration by the finite element method // Proceedings European Seismological Commission XXIV General Assembly. — 1994. — Vol. 2. — P.600-609.

16. Starodub G., Brych T. Investigation by the finite element method of stress-strain state of the Transcarpathian crust // Acta Geophysica Polonica. — 1995. — Vol. 18, № 4. — P. 303—312.

17. Sapuszhak Y.S., Starodub G.P., Verbytsky T.Z., Kuznetsova V.G., Maksymchuk V.Y., Bilinsky A.I., Brych T.B., Gnyp A.R. Exploration of structure peculiariries and geodynamics of the Carpathian zone on the Ukraine territory // Przeglad Geologiczny. — 1997. — Vol. 45. — Р.1101-1102.

18. Стародуб Ю. П., Брич Т. Б. Моделювання хвильових полів у сейсмогеологіч-них розрізах нафтових родовищ комбінованим матрично-скінченоелементним методом // Геофиз. журн. — 1998. — № 6. — C. 63-70.

19. Starodub G., Gnyp A. Models of the Earth's crust structure determined from inversion of farfield P-waveforms // Acta Geophysica Polonica. — 1999. — Vol. XLVII, № 4. — P.375-400.

20. Starodub G.P., Kendzera A.V., Brych T.B., Pronishin R.S., Starodub H.R. Exploration of litosphere structure and geodynamics for the Carpathian region of Ukraine // Biul.Panst. In-tu Geol., Warszawa. — 1999. — № 387. — Р.183-184.

21. Starodub G.P., Kendzera A.V., Brych T.B., Bodlak P.M., StarodubH.R. Interpretation of the wave field modeled in the Ukrainian region Carpathian cross-sections // Romanian Geophysics. — 2000. — Vol. 7, Suppl.1 — Р. 334—337.

22. Starodub G.P., Kendzera A.V., Starodub H.R. Investigation of the Pannonian-Carpathian Zone Utilising Seismological Data // Contributions to Geophysics & Geodesy. — 2000. — Vol. 30, № 4. — P. 283—298.

23. Sapuszhak J., Sapuszhak O., Starodub G., Syrojeszhko O. The Basis of Expert System for the Estimation of Geodynamical Processes Activity Due to Geophysical Data // Bull. Panst. In-tu Geol., Warszawa. — 2001. — № 396. — P. 136—137.

24. Starodub G., Kendzera A., Brych T., Bodlak P., Starodub H. Wave Field Modelling and Spatial Analysis of Structure Sediments In The Carpathian Region // Bull. Panst. In-tu Geol., Warszawa. — 2001. — № 396. — P. 145—146.

25. Стародуб Ю. П. Математичне моделювання динамічних задач сейсміки для ви-вчення будови земної кори. Пряма задача. Т.1. — Львів: Наукова бібліотека ім. В.Стефаника НАН України, 1996. — 172 c.

26. Стародуб Ю. П. Математичне моделювання динамічних задач сейсміки для вивчення будови земної кори. Обернена задача. Т.2. — Львів: Наукова бібліотека ім. В.Стефаника НАН України, 1996. — 106 c.

27. Починайко Р. С., Стародуб Ю. П., Худобяк О. Б. Методика оценки коллекторских параметров отложений по данным сейсморазведки и решения прямой-обратной задач сейсмики. — Львов, 1986. — 27 с. Деп. в ВИНИТИ 7.01.86 г., № 152-В86.

28. Стародуб Ю. П. Исследование прогнозных показателей залежей угле-водородов на основе анализа теоретических сейсмограмм // Препринт ИППММ АН УССР. — 1987. — № 4. — 38с.

29. Стародуб Ю. П., Брыч Т. Б., Гнып А. Р. Комплексирование МКЭ и матричного метода динамической теории распространения сейсмических волн в задаче уточнения строения среды под сейсмическими станциями // Матер. 12 конф. молод. ученых ИППММ АН УССР (21-23 октября 1987). — Львов: (Деп. в ВИНИТИ № 6308-В88), 1988. — 3 c.

30. Стародуб Ю. П., Вербицкий Т. З., Брыч Т. Б., Трусов Л. Л., Минченков Н. Н. Опробование методики решения прямой динамической задачи сейсморозведки на Покачевском и Родниковом месторождениях Западной Сибири: Препр. / АН Украины. ИППММ АН УССР; 15-88. — Львов: 1988. — 24 c.

31. Стародуб Ю. П., Гнип А. Р. Метод визначення будови земної кори під сейсмостанціями Східних Карпат шляхом обертання сейсмограм Р-хвиль: Препр. / АН України. ІППММ АН України; 17-93. — Львів: 1993. — C. 41-44.

32. Стародуб Ю. П., Брич Т. Б. Дослідження глибинної будови та сейсмоактивних розломів земної кори на основі математичного моделювання: Препр. / АН України. КВ ІГФ НАН України; № 2. — Львів: 1995. — 38 с.

33. Сапужак Я. С., Кендзера О. С., Стародуб Ю. П., Сапужак О. Я. Система оцінки еко-небезпеки народно-господарських об'єктів // Y Міжнародний науково-технічний симпозіум Геоінформаційний моніторинг навколишнього середовища — GPS і GIS — технології. — Алушта (Крим). — 2000. — С. 77 — 80.

34. Starodub G., Gnyp A. Models of the Earth's crust structure in the East Carpathian region inferred from inversion of teleseismic P waveforms // Annales Geophysicae. — 1996. — Vol. 14, № 1. — P. C68.

35. Starodub G.P., Sapuszhak Y.S., Kendzera A.V., Maksymchuk V.Yu., Gnyp A.R. Exploration of the structure peculiarities and geodynamics of the Ukrainian Carpathian system // Terra Nova. — 1997. — Vol. 9, № 1. — P. 159.

36. Kuzmenko E., Starodub G., Brych T., Anikeyev S., Bilichenko V., Bodlak P., Cheban V., Tregubenko V. Geophysical Data Complex as the Base of Imaging of the Mechanical-Geological Internal Structure of the Ukrainian Carpathians // Carpathian-Balkan Geological Assocation XVI Congress. — Vienna (Austria) . — 1998. — P. 327.
- Юрій Стародуб «УПРАВЛІННЯ ПРОЕКТОМ ВИВЧЕННЯ ВПЛИВУ ПРУЖНЬО-ДИНАМІЧНИХ ЕФЕКТІВ НА ЗЕМНУ КОРУ ПІД АТОМНИМИ ЕЛЕКТРОСТАНЦІЯМИ».ЛДУ БЖД та ІГФ НАН України . 2013 р.